# Moreel relativisme
Moreel relativisme of ethisch relativisme is het niet aanvaarden van absolute, voor iedereen geldige morele of ethische waarden, omdat die gezien worden als cultureel bepaald, historisch relatief of persoonsgebonden. Moreel relativisten stellen dat er geen sprake kan zijn van zoiets als universele morele waarheden, zoals verdedigd door de aanhangers van het moreel objectivisme.

## Inleiding
Ten aanzien van de geldigheid van morele waarden neemt het moreel relativisme in hoofdzaak twee relativerende standpunten in:
- Morele waarden zijn alleen geldig binnen cultureel bepaalde grenzen: cultureel relativisme
- Morele waarden zijn alleen toepasbaar binnen de context van individuele voorkeuren: Moreel of ethisch subjectivisme.

Een extreem relativistisch standpunt zou kunnen stellen dat niemand een moreel of ethisch oordeel mag of kan vellen over de daden van een andere persoon of groep, omdat dit betekenisloos zou zijn. De meeste relativisten gaan echter niet zo ver en hangen een meer gematigde versie van de theorie aan. In moreel relativisme bestaat er geen absoluut concreet Goed en Kwaad en wordt elk ethisch oordeel afhankelijk van en relatief aan verschillende percepties.

## Cultureel relativisme
Reeds Herodotus, de Griekse geschiedschrijver uit de 5e eeuw v.Chr., merkte op dat verschillende culturen verschillende gewoontes hadden en dat er geen enkele superieur mocht beschouwd worden ten opzichte van de andere. Sommige hedendaagse sociologen en antropologen redeneren op gelijkaardige wijze dat moraliteit, juist omdat het een sociaal product is, zich in verschillende culturen op verschillende wijze ontwikkelt.
Binnen het cultureel relativisme wordt door filosofen en vooral door sociologen en antropologen onderscheid gemaakt tussen de volgende drie logisch onderscheiden opstellingen ten aanzien van morele claims:
1. descriptief (empirisch) relativisme is beschrijvend en evalueert niet of oordeelt niet: reflecteert over verschillende culturen met verschillende of overeenkomstige morele codes. Wat juist is binnen de ene culturele context is misschien niet juist binnen een andere culturele context.
2. normatief relativisme doet wel normatieve uitspraken en argumenteert dat het moreel fout is om zich te bemoeien met morele praktijken van culturele groepen die afwijkende normen van gedrag hanteren. Het is een doctrine over hoe we ons moeten opstellen ten opzichte van hen die er een andere moraal op na houden.
3. meta-ethisch relativisme houdt zich bezig met de studie van het ethisch relativisme zelf; meta-ethica wil het ontstaan en het functioneren van morele oordelen zoals goed of slecht achterhalen.

## Moreel subjectivisme
David Hume (1711–76) nam een dergelijk standpunt in: [...] moral beliefs are based on “sentiment,” or emotion, rather than on reason ([...] morele overtuigingen zijn eerder op gevoel of emotie gebaseerd dan op rede.)
Sommige contemporaine moreel relativisten zoals bijvoorbeeld de existentialist Jean-Paul Sartre stellen dat een persoonlijke en subjectieve moraal de basis moet zijn van de daden van een individu. In deze visie weerspiegelt de publieke moraal de sociale conventies, terwijl alleen een persoonlijke, subjectieve moraal de expressie kan zijn van waarachtige authenticiteit (je eigen geweten volgen). Ernest Hemingway verwoordde het zo:
So far, about morals, I know only that what is moral is what you feel good after and what is immoral is what you feel bad after. (Wat ik toe nu toe afweet van moraal, is dat het moreel goed is, wanneer je je goed voelt achteraf en moreel slecht wanneer je je er slecht bij voelt.)

## Geschiedenis
Moreel relativisme vinden we terug in sommige oude culturen, zoals het Jaina Anekantavada-beginsel van Mahavira (c. 599 – 527 v.Chr.).
Relativistische zienswijzen dateren soms van duizenden jaren geleden:
- Protagoras (481 – 420 v.Chr.) uitspraak De mens is de maat van alle dingen kan gezien worden als een vroege voorloper van het moderne relativisme, ook al is het niet duidelijk of Protagoras hiermee ook moreel relativisme bedoelde.
- de Griekse geschiedschrijver Herodotus (484 – 420 v.Chr.) stelde vast dat iedere cultuur zijn eigen religieus systeem en manier van doen beter achtte dan die van anderen.
- Verschillende antieke filosofen stelden eveneens de idee van een objectieve morele standaard in vraag.

In de vroegmoderne tijd stelde Baruch Spinoza (1632-1677) dat niets inherent goed of kwaad kon worden genoemd, ook al had dit inzicht op hem niet het effect dat hij iets van zijn vredelievendheid en bescheidenheid verloor. De manier waarop hij zijn leven leidde kan zelfs gelden als een tegenbewijs voor de stelling dat er een relatie bestaat tussen moreel relativisme en een verdorven leefwijze.
De 18e-eeuwse verlichtingsfilosoof David Hume (1711 - 1776) kan in verschillende opzichten gelden als de vader van zowel het moderne emotivisme en het morele relativisme, ook al was hij zelf geen voorstander van het relativisme. Hij maakte een onderscheid tussen feiten (matters of fact) en waarden (matters of value) waarbij hij morele oordelen tot de laatste rekende. Zij slaan immers niet terug op verifieerbare feiten uit de buitenwereld, maar hebben enkel betrekking op onze gevoelens en passies. Sommige van onze gevoelens beschouwde Hume echter wel als universeel. Hij ontkende dat er zoiets bestond als een morele standaard en concludeerde dat het universum onverschillig bleef tegenover onze voorkeuren en problemen.
Of Friedrich Nietzsche (1844-1900) wat betreft het morele een anti-realist is dan wel een realist is controversieel. Het is wel zo dat hij Plato's verwerping van de wereld zoals die ervaren wordt ten gunste van een ideële wereld der transcendente Vormen aanvocht. Hij vond het in Voorbij goed en kwaad een levensontkennende theorie, die raakpunten had met het judaïsme, waarbij morele waarden als bescheidenheid en gehoorzaamheid als hoogste waarden werden aangeprezen.
Antropologen zoals Ruth Benedict (1887-1948) waarschuwden onderzoekers tegen etnocentrisme wanneer ze de maatstaven van hun eigen cultuur toepasten om andere culturen te evalueren. Benedict ging zo ver om te zeggen dat moraliteit niet bestaat, en dat alleen gewoontes het onderwerp van studie dienden te zijn. Wanneer een antropoloog de normen en zeden van verschillende culturen met elkaar vergelijkt, is hij er als antropoloog toe gebonden om geen waardeoordeel in het voordeel van de een of de ander te vellen.
Het is in een ander opzicht blijkbaar wel zo dat dankzij de toenemende hoeveelheid gegevens die ons ter beschikking staan wat betreft de verschillen in geloof tussen de culturen, filosofen en sociale wetenschappers zich beginnen af te vragen of er wel zoiets als een universele, objectieve maatstaf bestaat. Dit leidde er bij sommigen toe te stellen dat verschillende maatschappelijke systemen gelijke waarde hadden, vermits geen norm bestaat om een evaluerend onderscheid te kunnen maken tussen conflicterende overtuigingen. De Finse filosoof-antropoloog Edward Westermarck (1862 - 1939) was een van de eersten om een uitgewerkte theorie van moreel relativisme te formuleren. Hij schilderde alle morele ideeën af als subjectieve oordelen die iemands opvoeding reflecteerden. Hierbij verwierp hij G.E. Moores ethisch intuïtionisme - in opgang gedurende het eerste kwart van de 20e eeuw- dat stelde dat alle morele kennis ons via een soort aangeboren intuïtief vermogen werd aangereikt.